# Três Corações
Três Corações (en  español Tres Corazones) es un municipio ubicado en el sur del estado de Minas Gerais, en Brasil. Fue fundado en 1760. El municipio tiene 72 765 habitantes y 828 km². Se encuentra a una altitud de 839 m s. n. m.

## Acontecimientos
Es el lugar de nacimiento de Pelé.

## Deporte
La ciudad cuenta con un estadio de fútbol: Estádio Municipal Rei Pelé, con capacidad para 3.800 personas. El equipo local Atlético de Três Corações alberga allí sus partidos. Nombrado en honor a Pelé en 2023, antes se llamaba Estádio Elias Arbex.

## Imágenes

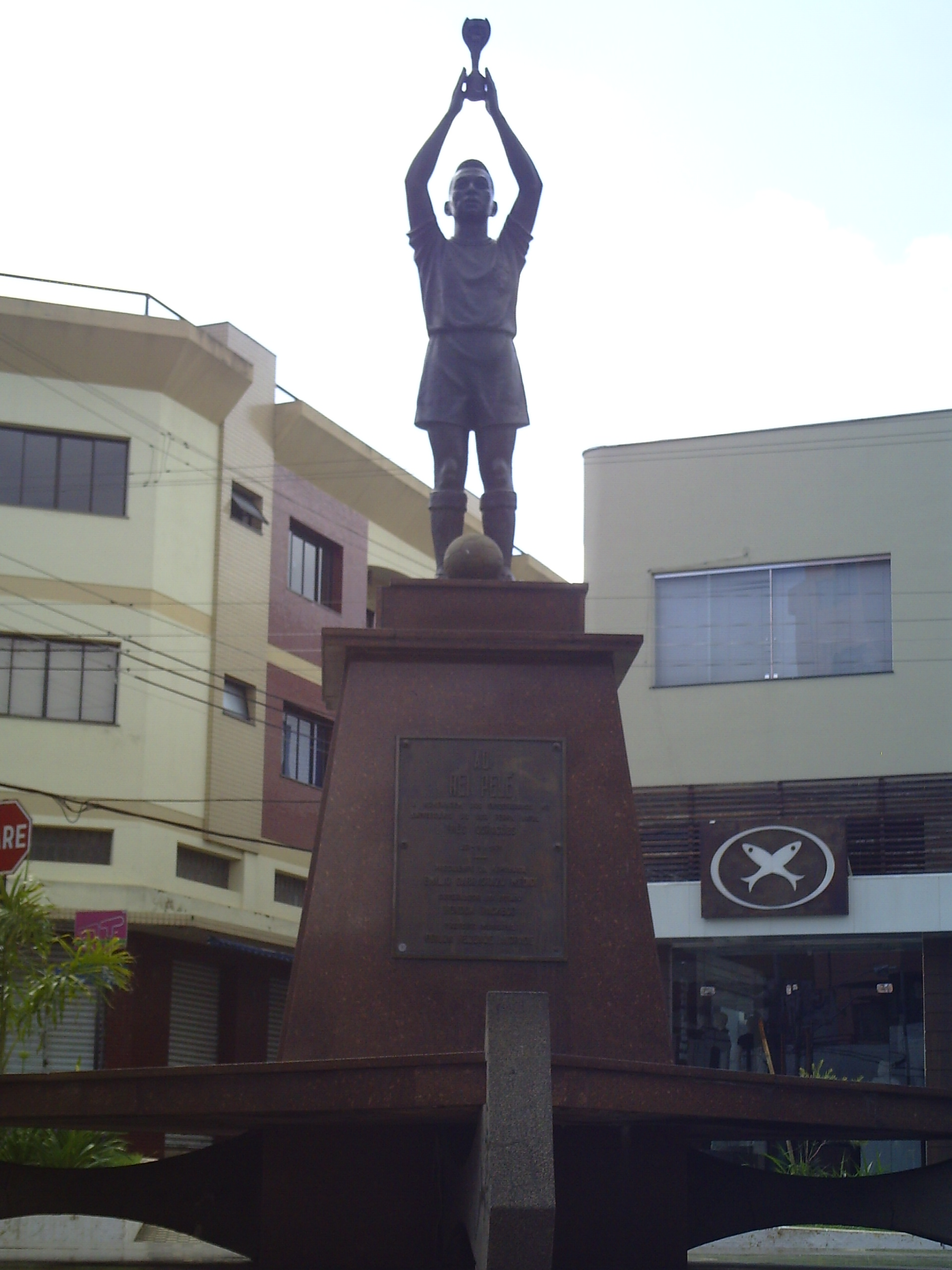
Estatua de Pelé.
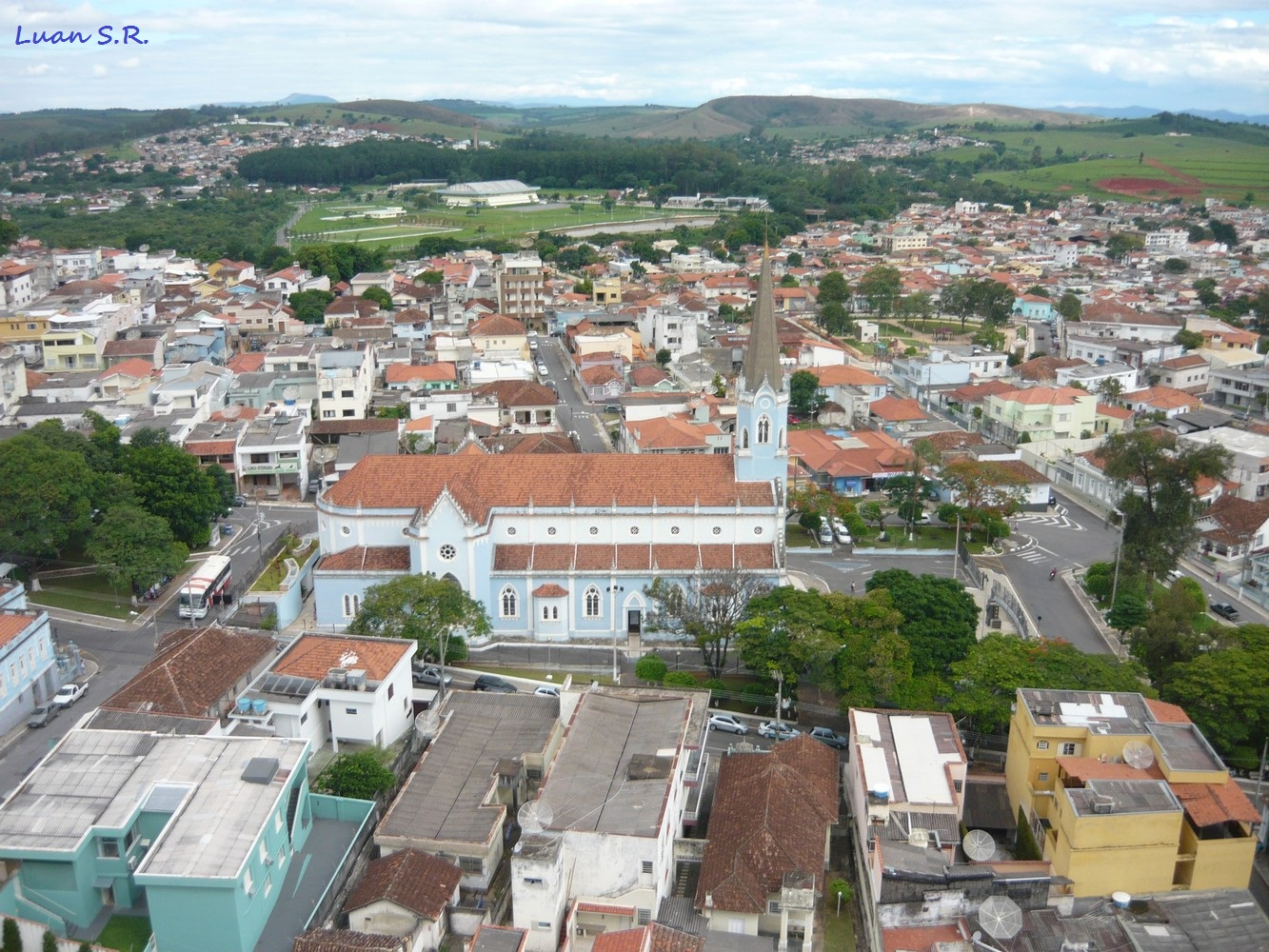
Vista de la ciudad y alrededores.